# Liste der Kulturdenkmäler in Hüffelsheim
In der Liste der Kulturdenkmäler in Hüffelsheim sind alle Kulturdenkmäler der rheinland-pfälzischen Ortsgemeinde Hüffelsheim aufgeführt. Grundlage ist die Denkmalliste des Landes Rheinland-Pfalz (Stand: 2. August 2023).

## Denkmalzonen
| Bezeichnung                    | Lage                                                 | Baujahr                     | Beschreibung                                              | Bild                           |
| ------------------------------ | ---------------------------------------------------- | --------------------------- | --------------------------------------------------------- | ------------------------------ |
| Denkmalzone Jüdischer Friedhof | südwestlich des Ortes; Flur Auf dem Heisterberg Lage | Anfang des 19. Jahrhunderts | Anfang des 19. Jahrhunderts eröffnet, Grabsteine bis 1928 | weitere Bilder Fotos hochladen |

## Einzeldenkmäler
| Bezeichnung                  | Lage                                      | Baujahr                                                      | Beschreibung | Bild                           |
| ---------------------------- | ----------------------------------------- | ------------------------------------------------------------ | --- | ------------------------------ |
| Katholische Kirche           | Beinde 10 Lage                            | 1887                                                         | gründerzeitlicher Backsteinbau, bezeichnet 1887, Baumeister Johann Pfeiffer                                                          | Fotos hochladen                |
| Brunnen                      | Brunnenstraße, bei Nr. 9 Lage             | 18. oder 19. Jahrhundert                                     | Ziehbrunnen, 18. oder 19. Jahrhundert                                                                                                | BW                             |
| Wegekapelle                  | Brunnenstraße, bei Nr. 19 Lage            | 19. Jahrhundert                                              | Wegekapelle, 19. Jahrhundert | BW                             |
| Wohnhaus                     | Fröschengasse 8 Lage                      | um 1600                                                      | Fachwerkhaus, teilweise massiv, um 1600                                                                                              | BW                             |
| Brunnen                      | Fröschengasse, bei Nr. 8 Lage             | 1595                                                         | Renaissance-Brunnenhäuschen; Ziehbrunnen, bezeichnet 1595                                                                            | BW                             |
| Wohnhaus                     | Fröschengasse 13 Lage                     | um 1600                                                      | Wohnhaus, um 1600 | BW                             |
| Wohnhaus                     | Hauptstraße 7 Lage                        | 18. Jahrhundert                                              | barockes Fachwerkhaus, 18. Jahrhundert                                                                                               | BW                             |
| Brunnen                      | Hauptstraße, bei Nr. 8 Lage               | zweite Hälfte des 18. oder erste Hälfte des 19. Jahrhunderts | Ziehbrunnen, wohl aus der zweiten Hälfte des 18. oder der ersten Hälfte des 19. Jahrhunderts                                         | BW                             |
| Rathaus                      | Hauptstraße 13 Lage                       | 1582–95                                                      | Fachwerkbau mit Torfahrt, 1582–95, Treppenturm bezeichnet 1595, ehemaliges Backhaus, 1608                                            | Fotos hochladen                |
| Wohnhaus                     | Hauptstraße 14 Lage                       | 18. Jahrhundert                                              | barockes Fachwerkhaus, teilweise massiv, 18. Jahrhundert, im Kern wohl älter                                                         | BW                             |
| Wohnhaus                     | Hauptstraße 16 Lage                       | 18. Jahrhundert                                              | barockes Fachwerkhaus, teilweise massiv, 18. Jahrhundert                                                                             | BW                             |
| Wohnhaus                     | Hauptstraße 18 Lage                       | um 1800                                                      | Krüppelwalmdachbau, um 1800 | BW                             |
| Wohnhaus                     | Hauptstraße 44 Lage                       | 17. Jahrhundert                                              | barockes Fachwerkhaus einer Hofanlage, teilweise massiv, wohl aus dem 17. Jahrhundert, Torbogen mit Fußgängerpforte, bezeichnet 1717 | BW                             |
| Evangelische Pfarrkirche     | Weinsheimer Straße Lage                   |                                                              | ehemals St. Lambert, Westturm und Langhausmauern spätgotisch, Umbauten 1611 und 1706                                                 | weitere Bilder Fotos hochladen |
| Kriegerdenkmal und Grabmäler | Weinsheimer Straße, auf dem Friedhof Lage | 19. und 20. Jahrhundert                                      | alte Friedhofsmauer; Kriegerdenkmal 1914/18, reliefierter Sandsteinpfeiler, 1920er Jahre; drei Pfarrergrabsteine, 19. Jahrhundert    | BW                             |